# Processo Constituinte na Catalunha
Processo Constituinte (Procés Constituent a Catalunya em catalão) é um movimento social e um partido político de esquerda que se faz público no dia 10 de abril de 2013, criado para promover uma mudança de modelo político, económico e social e promover o fim do capitalismo.[carece de fontes?]

## História
Os promotores iniciais são Arcadi Oliveras e Teresa Forcades. Publicaram o Manifesto para a convocação de um processo constituinte na Catalunha. Neste sentido, na primeira semana aderem ao manifesto mais de 10.000 pessoas. 
Afirmam que as mobilizações desde o 2011 mostraram um potencial de luta social crescente e uma ampla rejeição às políticas que pretendem resolver crise, premiando os seus responsáveis, enquanto a maioria da população se endivida.
Isto fá-los afirmar que o atual modelo económico, institucional e de ordenamento político fracassou, e que faz falta criar entre todos um modelo político e social novo. Para o conseguir, afirmam que "faz falta impulsionar um processo de reflexão e confluência amplo, plural e participativo onde caibam os diversos coletivos que trabalham pela mudança democrática e pacífica".
Por tudo isto diziam que se deveria articular uma candidatura o mais ampla possível para as próximas eleições ao Parlamento da Catalunha com o objetivo de defender a convocação de uma assembleia constituinte com o objetivo de definir o novo modelo de estado e de ordenação sócio-económica. Depois de negociações com a coligação Catalunha Sim que se Pode e a CUP, Processo Constituinte vai descartar apresentar-se em 2015 às eleições ao Parlamento da Catalunha.

## Dez medidas básicas do manifesto
No manifesto incluem uma lista orientadora com dez medidas que consideram básicas e urgentes:[carece de fontes?]
- Nacionalização da banca privada, defesa de uma banca pública e ética, travar a especulação financeira, fiscalidade justa, auditoria da dívida e cancelamento da dívida ilegítima.
- Salários e pensões dignas, não aos despedimentos, redução da jornada trabalhadora e partilha de todos os trabalhos, incluído o trabalho doméstico e de atendimento não remunerado.
- Democracia participativa, reforma eleitoral, controle dos cargos eleitos, eliminação dos privilégios dos políticos e luta firme contra a corrupção.
- Habitação digna para todos e moratória dos desalojamentos.
- Não às privatizações, reversão de todos os cortes e promover o sector público sob controle social.
- Direito ao próprio corpo e não à violência de género.
- Reconversão ecológica da economia, expropriação e socialização das empresas energéticas e soberania alimentaria.
- Direitos de cidadania para todos, não à xenofobia e anulação da legislação de estrangeiros e fronteiras.
- Meios de comunicação públicos sob controle democrático, programação livre e promoção da cultura não comercial.
- Solidariedade internacional, não à guerra, e por uma Catalunha sem exército e fora do OTAN.